# Lubomir Zyblikiewicz
Lubomir Wsewołod Zyblikiewicz (ur. 4 lipca 1943 w Przemyślu) – polski historyk i politolog, profesor Uniwersytetu Jagiellońskiego. 
Studia magisterskie ukończył w 1966, a stopień doktora nauk humanistycznych uzyskał w 1973. W 1993 uzyskał tytuł profesora nauk humanistycznych. 
Wieloletni wykładowca w Instytucie Nauk Politycznych i Stosunków Międzynarodowych UJ. Jego zainteresowania badawcze koncentrują się wokół teorii stosunków międzynarodowych, bezpieczeństwa międzynarodowego (ze szczególnym uwzględnieniem obszaru euroatlantyckiego) oraz historii Stanów Zjednoczonych w XX wieku. 
Żonaty (żona Danuta), ma trzy córki.

## Wybrane publikacje
- Zarys współczesnych stosunków międzynarodowych, Warszawa 2005 (wspólnie z Erhardem Cziomerem).
- USA, Warszawa 2004.
- Polityka Stanów Zjednoczonych wobec Ameryki Łacińskiej i Karaibów w latach 1981-1988, Kraków 1992.
- Polityka Stanów Zjednoczonych i Wielkiej Brytanii wobec Polski 1944-1949, Warszawa 1984.
- Polityka latynoamerykańska Stanów Zjednoczonych w latach 1969-1975, Warszawa 1977[2].